# Huta-Movceanska, Jmerînka
Huta-Movceanska (în ucraineană Гута-Мовчанська) este un sat în comuna Luka-Movceanska din raionul Jmerînka, regiunea Vinnița, Ucraina.

## Demografie
Componența lingvistică a localității Huta-Movceanska
     Ucraineană (96,3%)
     Rusă (3,7%)
Conform recensământului din 2001, majoritatea populației localității Huta-Movceanska era vorbitoare de ucraineană (96,3%), existând în minoritate și vorbitori de rusă (3,7%).